# Karlova Studánka

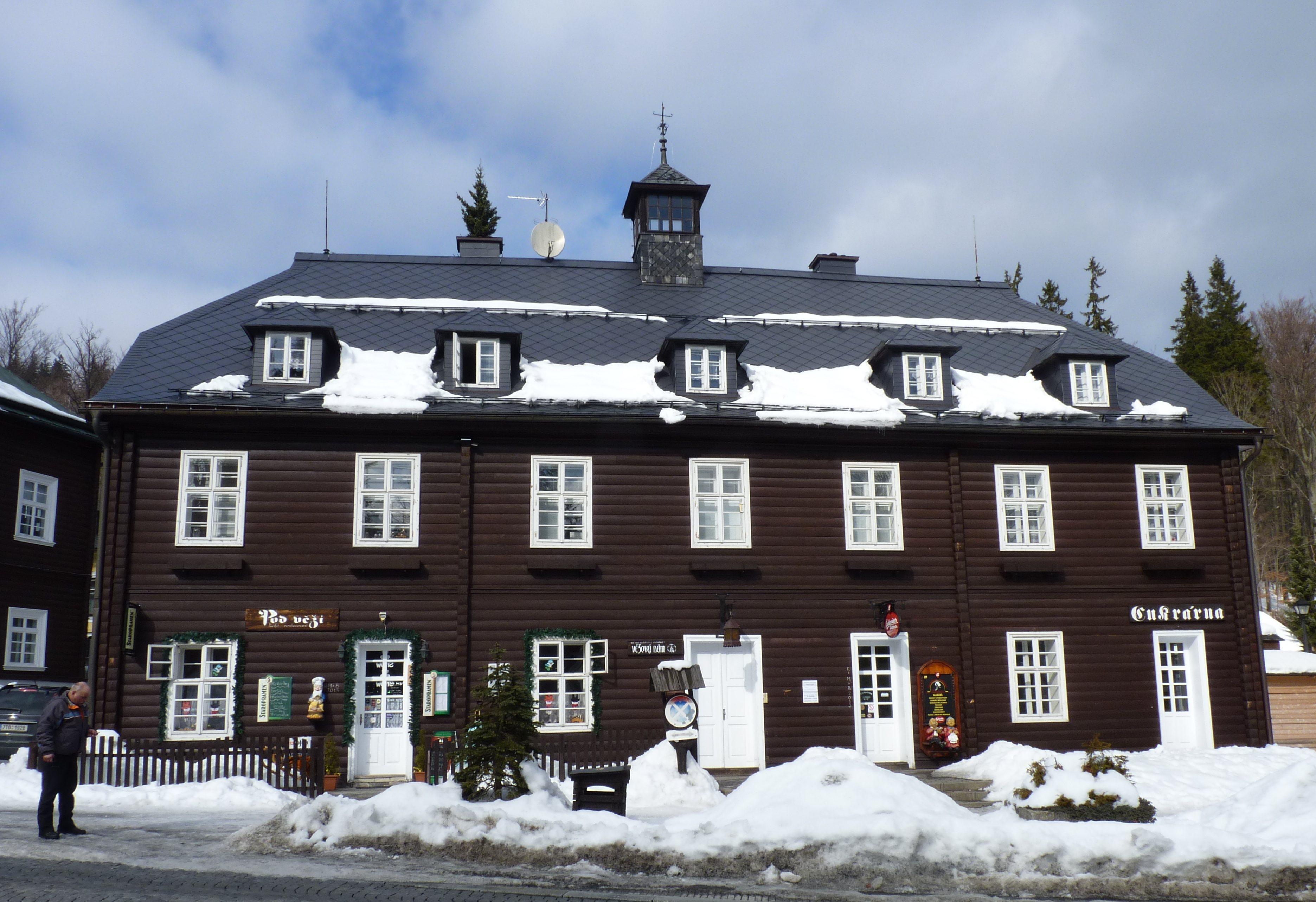
Turmhaus

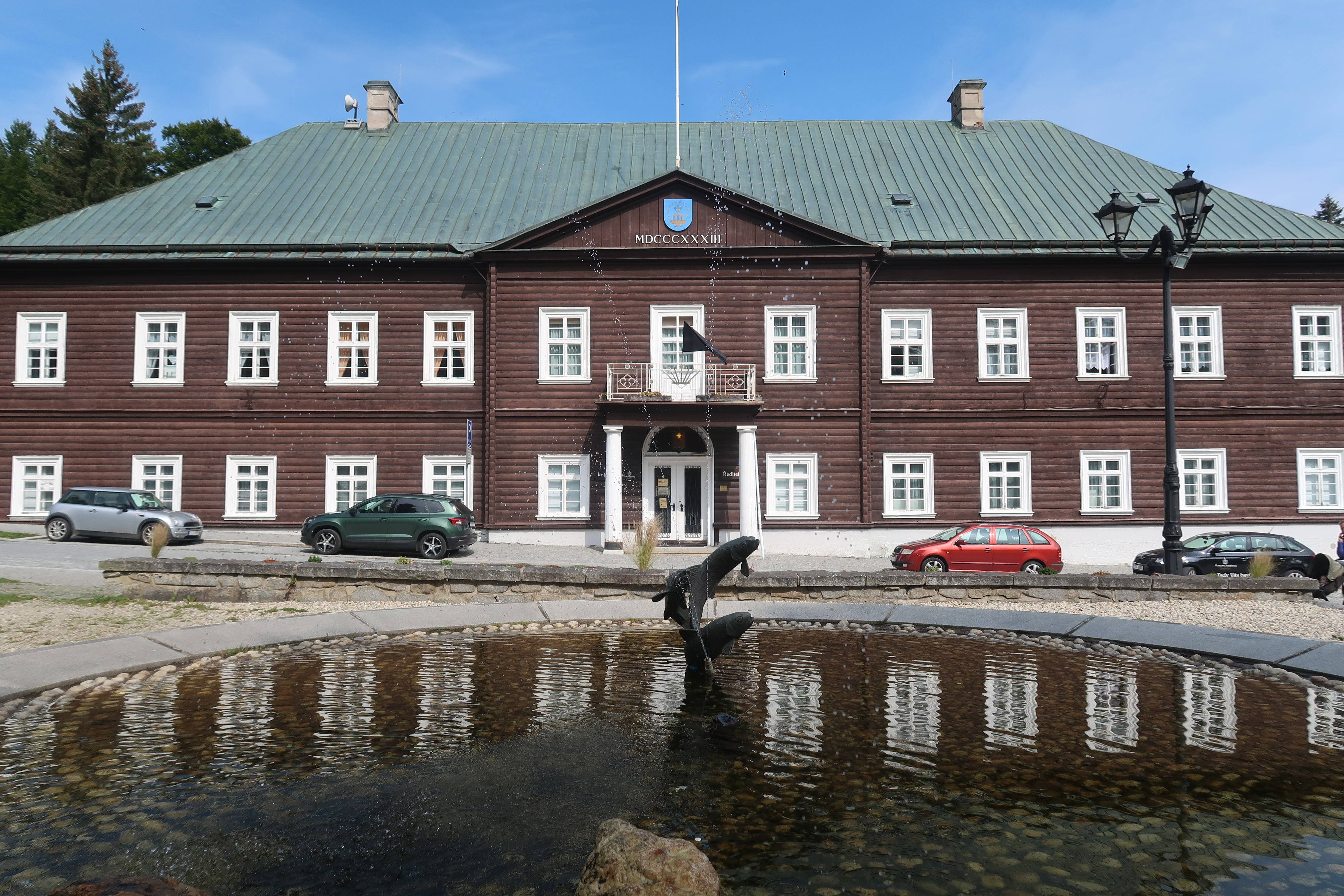
Fürstenhaus

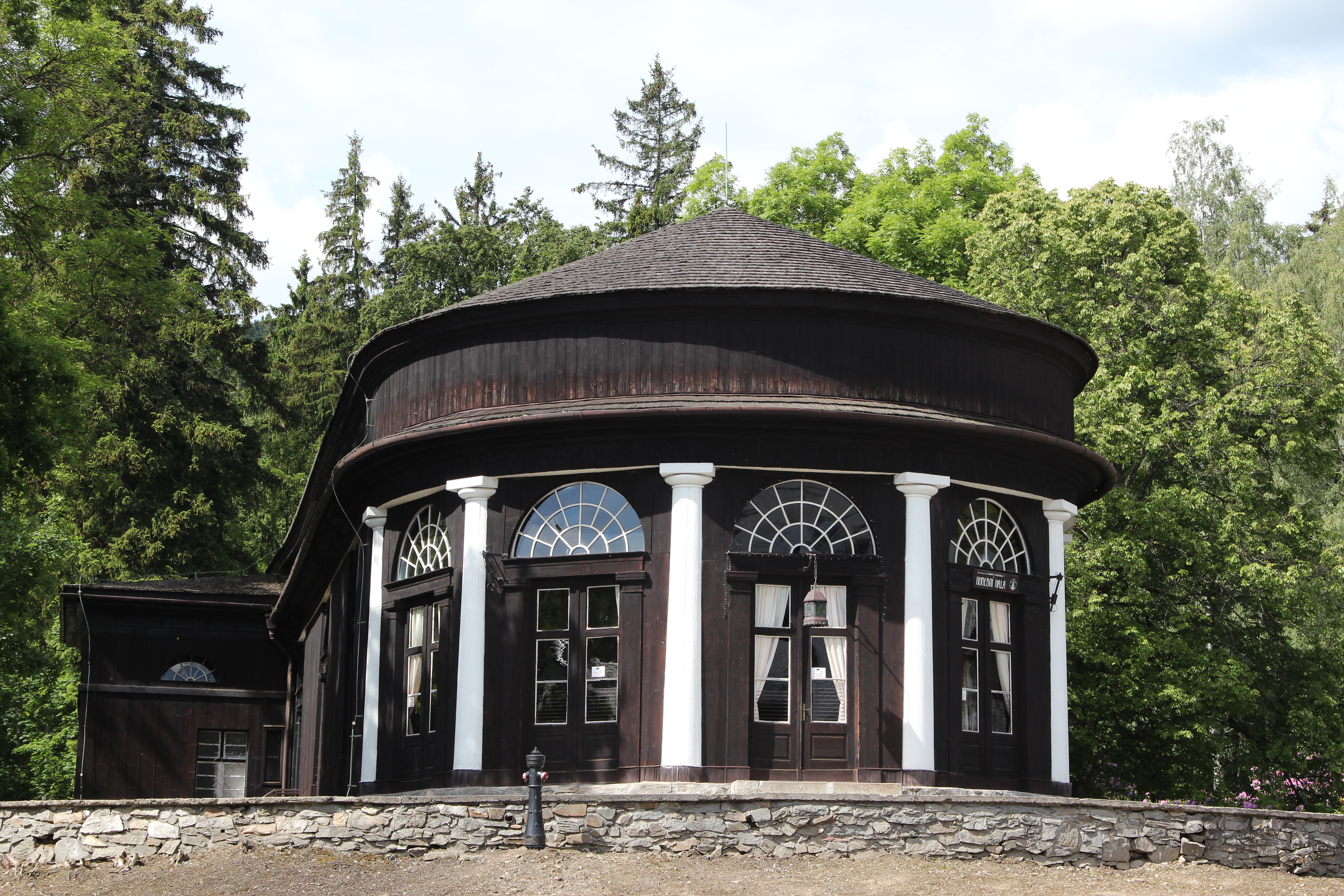
Musikpavillon

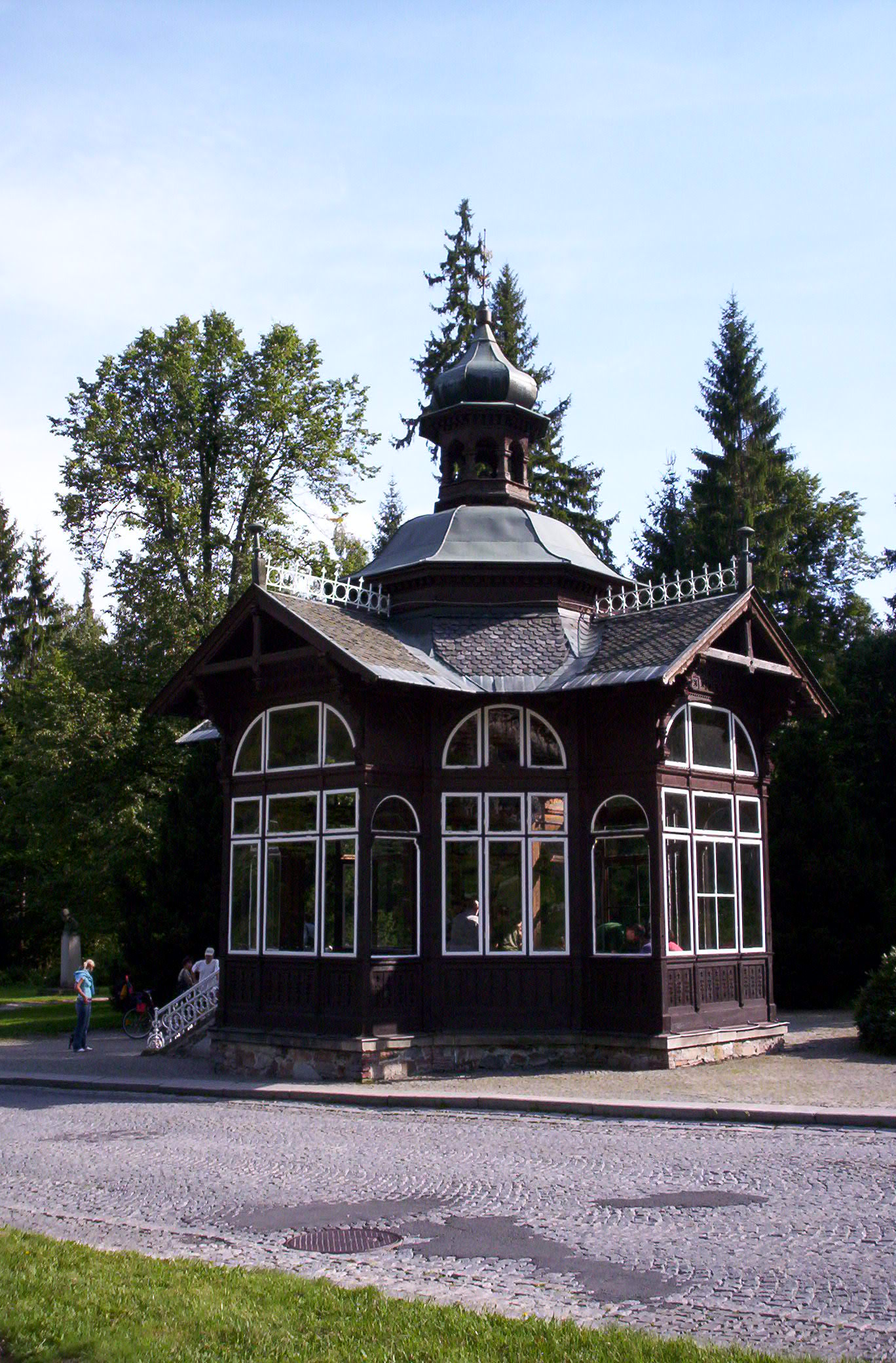
Trinkhalle

Karlova Studánka (deutsch Karlsbrunn, auch Bad Karlsbrunn) ist eine Gemeinde in Tschechien. Der Kurort liegt 15 Kilometer nordwestlich von Bruntál (Freudenthal) und gehört zum Okres Bruntál.

## Geographie
Der Ort befindet sich inmitten ausgedehnter Bergwälder im oberen Kerbtal der Bílá Opava (Weiße Oppa) im Altvatergebirge (Hrubý Jeseník). Nördlich erhebt sich der Rolandův kámen (Rolandstein, 937 m n.m.), im Nordosten die Vysoká hora (Hoher Berg, 1031 m n.m.) und die Hláska (Ölberg, 926 m n.m.), östlich der Ovčí vrch (Schafberg, 966 m n.m.), im Südosten der Hřeben (Langer Kamm, 958 m n.m.), südlich die Hvězda (Bildhau, 864 m n.m.), im Südwesten die Hradečná (Grätzberg, 1057 m n.m.) und die Vysoká hole (Hohe Heide, 1464 m n.m.), westlich die Petrovy kameny (Peterstein, 1447 m n.m.), der Praděd (Altvater, 1491 m n.m.) und der Malý Děd (Kleiner Vaterberg, 1356 m n.m.) sowie der Ostrý vrch (Mooslehne, 1228 m n.m.), der Prostřední vrch (Mittelhübel, 1153 m n.m.) und die Lyra (Leierberg, 1092 m n.m.) im Nordwesten. Durch Karlova Studánka führt die Staatsstraße II/445 zwischen Vrbno pod Pradědem (Würbenthal) und Rýmařov (Römerstadt), von der im Ort die II/450 nach Domašov (Thomasdorf) abzweigt. Das Dorf liegt im Landschaftsschutzgebiet Jeseníky. Vom Ort aus führen beiderseits der Bílá Opava Wanderwege in die Bergregion.
Nachbarorte sind Bílý Potok (Weißenseifen) im Norden, Ludvíkov (Ludwigsthal) und Vrbno pod Pradědem im Nordosten, Pustá Rudná (Lauterseifen) und Kyselka (Sauerbrunn) im Osten, Suchá Rudná (Dürrseifen), Stará Voda (Altwasser) und Podlesí (Wiedergrün) im Südosten, Malá Morávka (Klein Mohrau) und Karlov pod Pradědem (Karlsdorf) im Süden, Klepáčov (Kleppel) und Vernířovice (Wermsdorf) im Südwesten sowie Vidly (Gabel) im Nordwesten.

## Geschichte
Die älteste schriftliche Erwähnung erfolgte 1554 im Zuge eines Streits zwischen der Stadt Troppau und den Besitzern der Herrschaft Freudenthal, den Herren von Würben, als letztere in der Gegend Wasser aus dem Einzugsgebiet der Weißen Oppa nach ihren Goldgruben bei Dürrseifen ableiteten. Wegen der Beteiligung des Johann von Würben und Freudenthal am Böhmischen Ständeaufstand von 1618 wurde die Herrschaft Freudenthal nach der Schlacht am Weißen Berg konfisziert und 1621 an den Deutschen Orden verkauft. Die ersten Nachrichten über die Nutzung des in dem Tal entspringenden Quellwassers zu Heilzwecken stammen aus der Mitte des 17. Jahrhunderts; ansonsten war das Tal kaum besiedelt.
In der ersten Hälfte des 18. Jahrhunderts entstanden ein Eisenhammer sowie einige Chaluppen für die Berg- und Hammerleute. Die erste namentliche Erwähnung der Siedlung erfolgte 1736 als Hinundwieder bzw. Hünnewieder. Der Überlieferung nach soll dieser Name von Besuchern des Sauerbrunnens stammen, die von Ludwigsthal und Klein Mohrau an- und abreisten, um das Quellwasser abzufüllen. Jedoch wird der ungewöhnliche Ortsname eher vom über dem Tal befindlichen Rolandův kámen, der früher Hinnewiederstein hieß, hergeleitet sein.
In den Jahren 1757–1758 ließ der Statthalter Maximilian Xaver Philipp Conrad von Riedheim in Hünnewieder ein Jagdschlösschen mit einer daneben gelegenen Holzkapelle des hl. Hubertus errichten. Der Überlieferung nach soll von Riedheim während eines Jagdaufenthaltes durch einen Bergknappen auf die Quelle aufmerksam gemacht worden sein. Nachdem er den Geschmack des Wassers dem von Spa und Pyrmont ähnlich gefunden hatte, ließ er die Quelle einfassen. Nach der Josephinischen Landesaufnahme des Herzogtums Ober-Schlesien von 1763 bestand die Siedlung Hin- und Wieder zu dieser Zeit aus dem Jagdhaus, der Kapelle, dem Eisenhammer, einem Gießhaus, einer Sägemühle, dem Brunnenhaus mit dem Sauerbrünnel, einigen Chaluppen sowie einem Holzfangteich. Ab 1773 wurde die Siedlung als Hinnewieder bezeichnet. Nachdem der Freudenthaler Bürger Joseph Riedel seine Beinschmerzen mit durch Schlacken des Hochofens erwärmten Hinnewiederer Säuerling kurieren konnte, verbreitete er 1778 diese Erkenntnis auf Anraten seines Arztes. Hochmeister Maximilian Franz von Österreich ließ daraufhin die Quelle reinigen und einfrieden sowie 1780 das Wasser durch Johann Jacob von Well in Wien analysieren, der einen hohen Mineralgehalt konstatierte. 1782 ließ der Hochmeister ein Badehaus anlegen. Die ersten Kirchenbücher wurden 1784 in Klein Mohrau geführt. Sowohl Hochmeister Maximilian, als auch sein Nachfolger Karl von Österreich-Teschen bevorzugten den Badeort. Erzherzog Karl ließ den oberhalb des Maximilianbrunnens gelegenen Waldbrunnen einfassen und mit einem Becken versehen sowie zwei weitere Badehäuser anlegen. Er stellte den Badeort unter eine eigene Badeverwaltung und die Aufsicht eines Badearztes. Sein Bruder Anton Viktor von Österreich, der ihm 1804 im Amt des Hochmeisters folgte, baute die Infrastruktur des Badeortes durch die Anlegung eines Kurparks und mehrerer Lustgänge aus, ließ neue Gebäude errichten und bestehende vergrößern. Zu Ehren von Erzherzog Karl erhielt der Ort 1805 den Namen Karlsbrunn. 1812 nahm Benjamin Scholz eine weitere Analyse der Karlsbrunner Mineralquellen vor. Eine Zeitlang erfolgte auch die Flaschenabfüllung des Säuerlings aus dem Maximiliansbrunnen. Da die Flaschen wegen des hohen Kohlesäuregehalts öfters platzten, wurde die Abfüllung wieder eingestellt. Für den alten Bergflecken setzte sich der Name Hubertskirch durch. In den Jahren 1828 und 1830 untersuchte Paul Traugott Meißner den chemischen Gehalt der Karlsbrunner Quellen.
Im Jahre 1835 bestand die Badeanstalt Hinewieder bzw. Karlsbrunn aus einer Gruppe von acht ländlichen Gebäuden, von denen fünf den Badegästen Unterkunft boten. Am Fuße des Grätzberges (Hradečná) entsprangen fünf Heilquellen: der Maximiliansbrunnen, der Karlsbrunnen, der Antonibrunnen sowie zwei unbenannte an der Straße nach Hubertskirch und am Philosophengang. Das Wasser des Karlsbrunnens, Antonibrunnens und des Brunnens an der Straße wurden verrohrt nach dem Erwärmungshaus geleitet, wo sie mit glühenden Schlacken erhitzt wurden, die mit dem „Höllenwagen“ vom Hubertskircher Hochofen angefahren wurden. Um den Maximilianbrunnen war ein Kurpark angelegt; außerdem führte ein Netz von Wanderwegen auf die umliegenden Berge sowie zu den Pochwerken, Hütten und Hämmern. Während der Saison hielt ein Freudenthaler Priester an Sonn- und Feiertagen die Messe in der Hubertskircher Kapelle. Bis zur Mitte des 19. Jahrhunderts war Karlsbrunn unmittelbarer Besitz der Minderherrschaft Freudenthal.
Nach der Aufhebung der Patrimonialherrschaften war Karlsbrunn zwischen mehreren Gemeinden aufgeteilt. Der rechts der Weißen Oppa gelegene Teil bildete ab 1849 einen Ortsteil der Stadt Engelsberg im Gerichtsbezirk Freudenthal, während die Häuser links des Flusses auf dem Kataster von Ludwigsthal im Gerichtsbezirk Würbenthal lagen. Der Bergflecken Hubertskirch war Teil der Gemeinde Klein Mohrau. Der Engelsberger Anteil kam 1864 als Ortsteil zur neugebildeten Gemeinde Dürrseifen. Ab 1869 gehörte Karlsbrunn zum Bezirk Freudenthal. Zu dieser Zeit hatte die Ansiedlung insgesamt 50 Einwohner und bestand aus 13 Häusern. Ab 1893 wurde Karlawska Studenka als tschechischer Ortsname verwendet.
Im Jahre 1900 lebten in Karlsbrunn 45 Personen, 1910 waren es 67. Nach dem Zusammenbruch der k.k. Monarchie wurde die Gemeinde 1918 Teil der neu gebildeten Tschechoslowakei. Beim Zensus von 1921 lebten in den 19 Häusern der Siedlung Karlsbrunn 71 Personen, darunter 65 Deutsche und drei Tschechen. 1924 wurde der tschechische Ortsname in Karlova Studánka geändert. Im Jahre 1930 bestand Karlsbrunn aus 19 Häusern und hatte 149 Einwohner. Nach dem Münchner Abkommen wurde die Ansiedlung 1938 dem Deutschen Reich zugesprochen und gehörte bis 1945 zum Landkreis Freudenthal. Während dieser Zeit wurde der Besitz des Deutschritterordens konfisziert und das Kurbad öfters für Tagungen und Konferenzen der Nationalsozialisten genutzt.
Nach dem Ende des Zweiten Weltkrieges wurde Karlova Studánka wieder Teil der Tschechoslowakei. Die deutschsprachige Bevölkerung wurde bis 1946 größtenteils vertrieben und der Ort mit Tschechen neubesiedelt. Das Kurbad wurde verstaatlicht.
Im Jahre 1950 lebten in den 20 Wohnhäusern von Karlova Studánka 331 Personen. 1953 wurde Karlova Studánka als selbständige Gemeinde aus der Gemeinde Suchá Rudná ausgegliedert; mit einer Fläche von 46 ha war sie die zweitkleinste in der Tschechischen Teilrepublik. Zwei Jahre später wurde Hubertov von Malá Morávka abgetrennt und Karlova Studánka zugeschlagen, das damit auf 55 ha Fläche anwuchs. In den 1950er und 1960er Jahren erfolgten hydrogeologische Untersuchungen und Tiefenbohrungen.
Im Jahre 1970 hatte Karlova Studánka 244 Einwohner. Im Jahre 1991 bestand die Gemeinde aus 52 Häusern und hatte 228 Einwohner. Beim Zensus von 2011 lebten in den 57 Häusern von Karlova Studánka 215 Personen.

## Gemeindegliederung
Für die Gemeinde Karlova Studánka sind keine Ortsteile ausgewiesen. Zu Karlova Studánka gehört die Ortslage Hubertov (Hubertskirch).

## Kurbad und Sehenswürdigkeiten
Karlova Studánka gilt als einer der schönsten Kurorte in der Tschechischen Republik. Die Kuranlagen beinhalten ein staatliches Sanatorium zur Behandlung von Patienten mit Erkrankungen der Atmungsorgane. Besonders die eisenhaltigen Quellen und die Sauerbrunnen sind berühmt. Die meisten Kurhäuser stammen aus dem 19. Jahrhundert und zeugen vom historischen Glanz des Kurortes.
- Haus Odra (Badeverwaltung), errichtet 1782–1785, das älteste Gebäude des Kurortes wurde mehrfach umgestaltet
- Věžový dům (Turmhaus), errichtet 1795–1800, es wurde 1998 rekonstruiert
- Haus Praděd (Herrenhaus), errichtet 1795–1800, es wurde 1998 rekonstruiert
- Post (Altes Badehaus), errichtet 1802–1803
- Haus Bezruč (Gästehaus), errichtet 1824, es wurde 2000 rekonstruiert
- Gemeindeamt und Schule (Preußenhaus), errichtet 1824–1825, es wurde 1995 rekonstruiert
- Untersuchungshaus (Fürstenhaus), errichtet 1832–1833, es wurde 1995 modernisiert
- ehemaliges Haus des Örtlichen Nationalausschusses (Hinnewiederhaus), errichtet 1834
- Badesalon (Musikhalle), errichtet 1836–1837
- Haus Opava (Neues Badehaus), errichtet 1842–1844, es wurde 1996 rekonstruiert
- Hotel Džbán (Säulenhaus), errichtet 1844, es wurde 1999 rekonstruiert
- Kindergarten (Schweizerhaus),  errichtet 1859, es wurde 1999 rekonstruiert
- Schlackenhäusel (Glashäusel), errichtet 1862–1863, es wurde 1987 abgebrochen
- Haus Šárka (Villa Eugen), errichtet 1890
- Villa Paula, errichtet 1890, sie brannte 1914 ab, an ihrer Stelle wurde der Musikpavillon errichtet
- Haus Kamzík (Terrassenhaus), errichtet 1890, es wurde 1990 rekonstruiert
- Badehaus (Sommerbad), errichtet 1891–1893, es wurde 1995 innenmodernisiert
- Haus Vlasta (Villa Wilhelm), errichtet 1893–1894
- Trinkpavillon (Wilhelmsquelle), errichtet 1895
- Haus U lesa, errichtet Ende des 19. Jahrhunderts
- Schlesisches Haus (Lothringerhaus), errichtet 1909–1913, es wurde 1994–1995 rekonstruiert
- Haus Libuše (Badehotel), errichtet 1929–1931, es wurde 2000–2001 rekonstruiert

## Persönlichkeiten

### Söhne und Töchter des Ortes
- Johann Hönig (1810–1886), österreichischer Mathematiker, er wurde in Karlsbrunn als Sohn des herrschaftlichen Revierjägers geboren

### Im Ort lebten und wirkten
- Erich Hürden (1884–1969), der österreichische Maler und Graphiker lebte von 1917 bis 1946 im Terrassenhaus in Karlsbrunn